# Amaxia parva
Amaxia parva är en fjärilsart som beskrevs av Rothschild 1909. Amaxia parva ingår i släktet Amaxia och familjen björnspinnare. Inga underarter finns listade i Catalogue of Life.